# Proémio
Proêmio é chamado o prelúdio de um canto, exórdio de um discurso ou preâmbulo de uma obra.

## Música
Na antiguidade consistia o proêmio num fragmento cantado que precedia as composições que executavam os citaristas ou, pelo menos, tal é a acepção da palavra grega empregue por Píndaro. Também era chamado assim, não somente o prelúdio em honra dos deuses, especialmente de Júpiter, mas também qualquer canto de caráter religioso. Parece que os hinos recebiam do mesmo jeito o nome de proêmios.
Entre os autores principais deste gênero de composições é citado Terpandro (século VII a.C.)